# 索馬姆鄉
索馬姆鄉（波斯語：‎），是伊朗吉兰省阿姆拉什县兰库区的一个鄉（dehestan）。2006年人口普查顯示該鄉人口是3,332人，分布於961个家庭。索馬姆鄉辖有18个村。